# Stibeutes brevicornis
Stibeutes brevicornis là một loài tò vò trong họ Ichneumonidae.